# Current Opinion in Oncology
Current Opinion in Oncology, abgekürzt Curr. Opin. Oncol. ist eine wissenschaftliche Fachzeitschrift, die vom Lippincott Williams&Wilkins-Verlag veröffentlicht wird. Die Zeitschrift erscheint derzeit mit sechs Ausgaben im Jahr. Es werden Übersichtsarbeiten aus dem Bereich der Onkologie veröffentlicht.
Der Impact Factor lag im Jahr 2015 bei 4,614. Nach der Statistik des ISI Web of Knowledge wird das Journal mit diesem Impact Factor in der Kategorie Onkologie an 43. Stelle von 213 Zeitschriften geführt.